# Sagadi
Sagadi è un villaggio della contea di Lääne-Virumaa in Estonia. La popolazione locale ammonta a 65 residenti (censimento del 2020) e l'attrazione principale è l'omonima tenuta.

## Galleria d'immagini

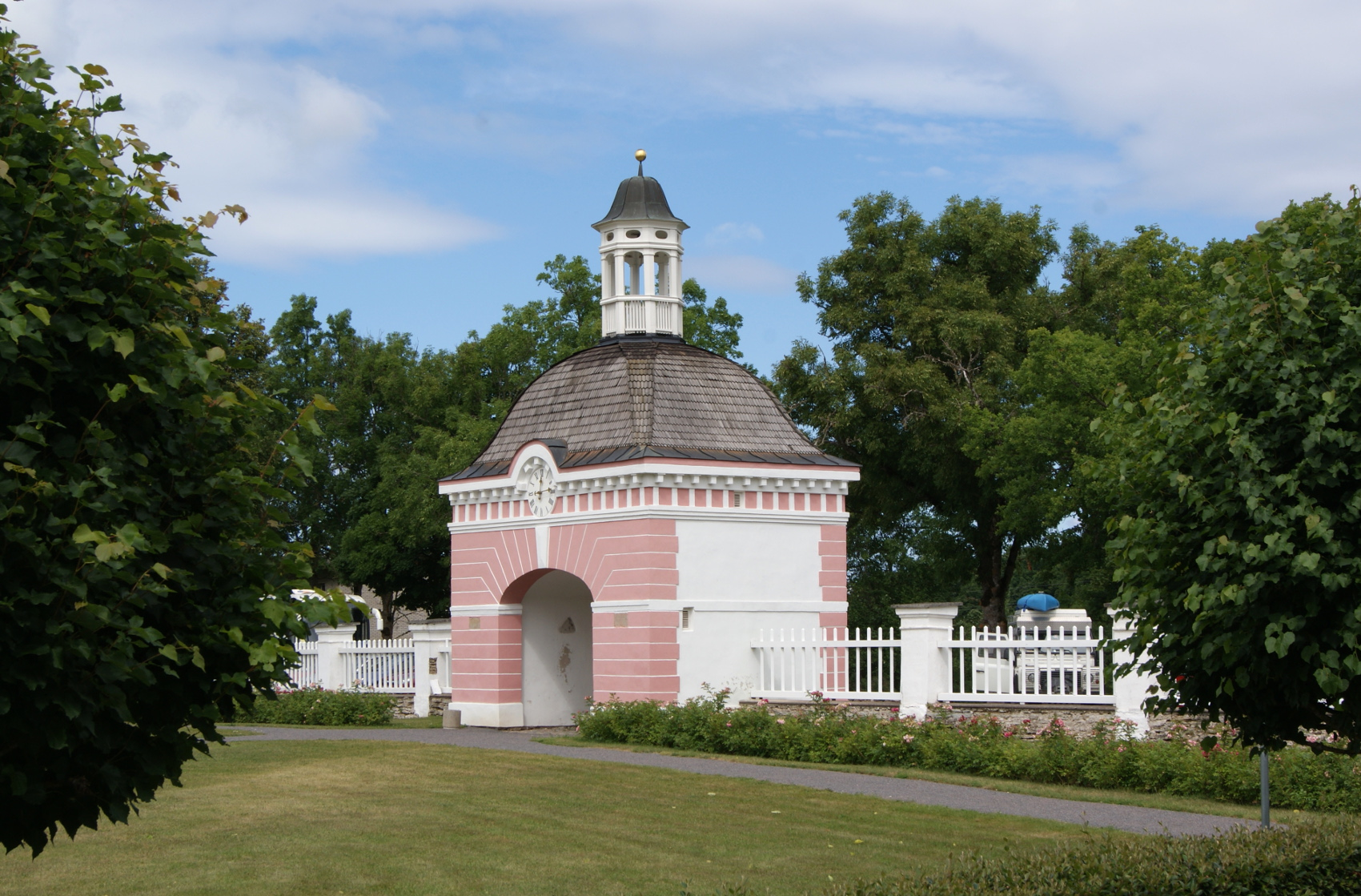
L'ingresso alla tenuta
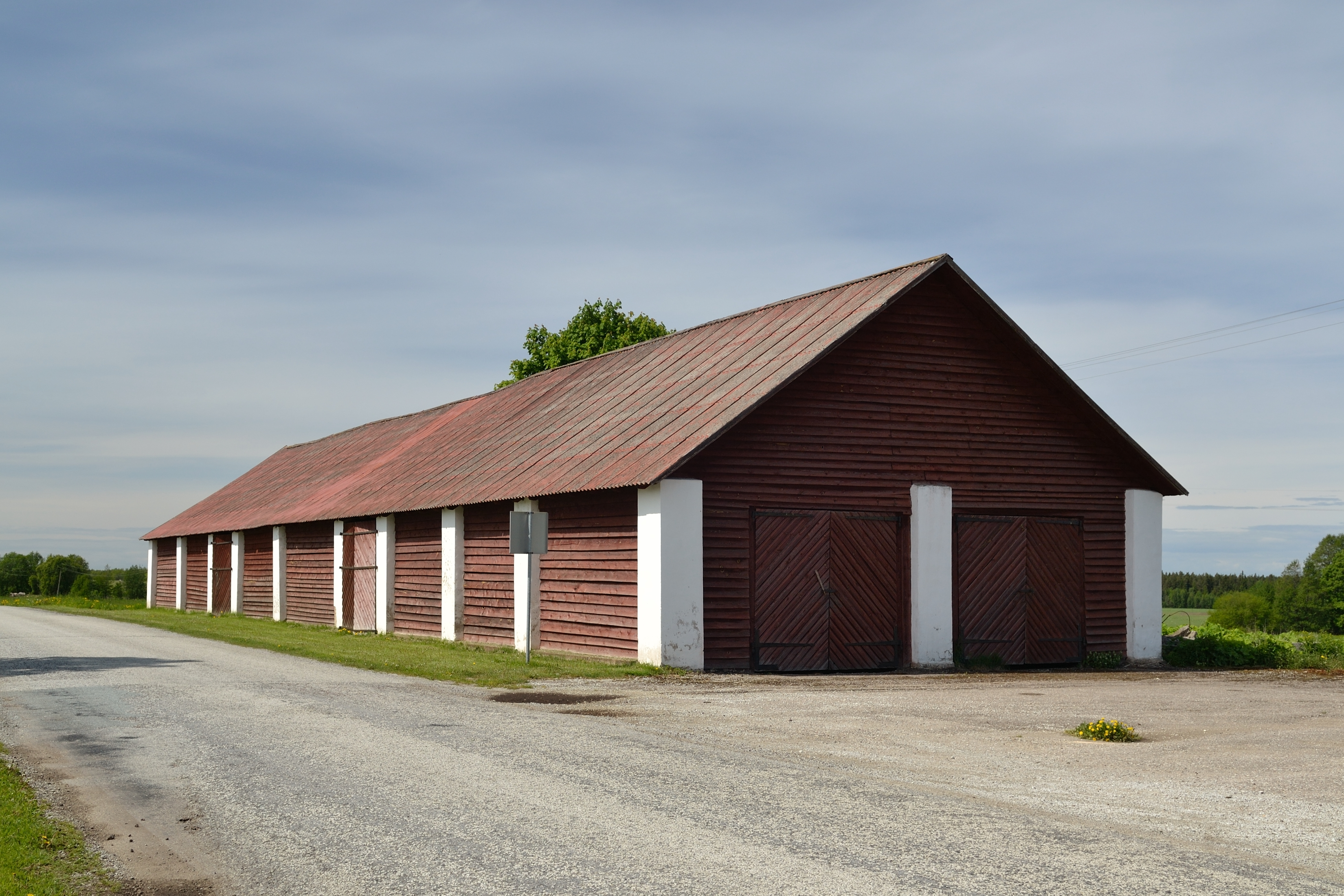
La stalla
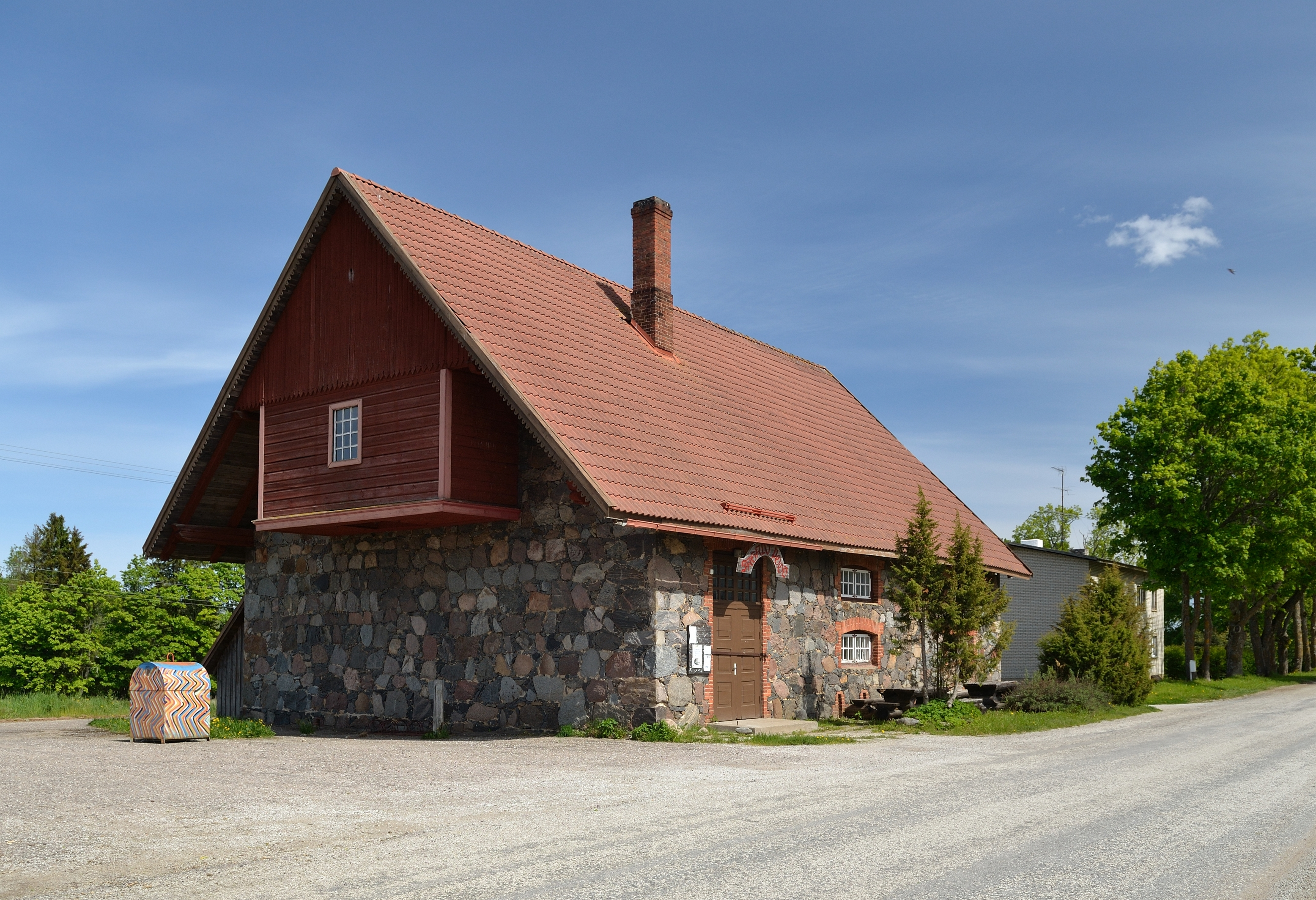
Edificio locale
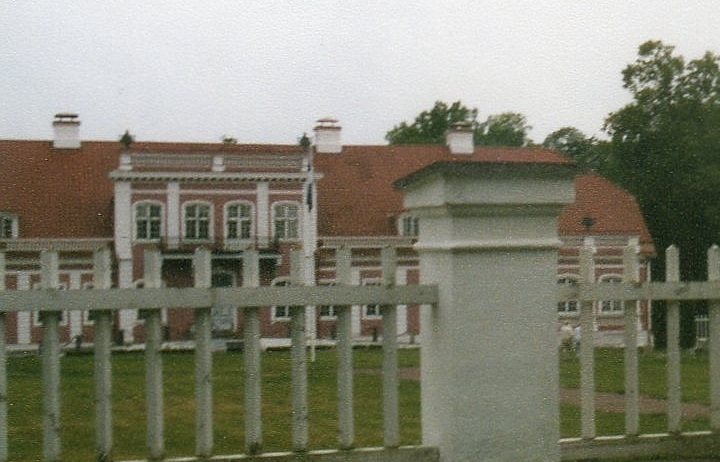
Veduta della tenuta dalla strada